# 대한민국 민법 제149조
대한민국 민법 제149조는 조건부권리의 처분 등에 대한 민법 총칙상 조문이다.

## 조문
제149조(조건부권리의 처분 등) 조건의 성취가 미정한 권리의무는 일반규정에 의하여 처분, 상속, 보존 또는 담보로 할 수 있다.

## 참고 문헌
- 오현수, 일본민법, 진원사, 2014. ISBN 9788963463452
- 오세경, 대법전, 법전출판사, 2014 ISBN 9788926210277
- 이준현 , LOGOS 민법 조문판례집, 미래가치, 2015. ISBN 9791155020869

## 같이 보기
- 신의성실의 원칙
- 권리남용 금지의 원칙
- 사정변경의 원칙
- 실효의 원칙
- 법인격부인론
- 금반언
- 더러운 손
- 형평법